# Sam Milby
Samuel Lloyd Lacia Milby (Troy, Ohio; 23 de mayo de 1984) es un cantante, actor y modelo comercial filipino-estadounidense hijo de madre filipina natural de Tago, Surigao del Sur y padre estadounidense. Milby se convirtió en un artista instantáneo después de salir de un programa llamado "Pinoy Big Brother" en noviembre de 2005. En la actualidad aparece en un programa difundido los domingos, de una variedad de videos musicales, conocido como "ASAP'07".

## Descubrimiento
Aparte de su familia inmediata, Milby no creció con muchos filipinos alrededor. Él junto con su familia, había visitado anteriormente varias veces las Filipinas. En una ocasión se acercó al mundo del espectáculo, en el país de origen de su mamá. Pero por apremiantes cuestiones personales, regresó a los Estados Unidos. 
En marzo de 2005 llegó nuevamente a Filipinas, decidido seriamente seguir una carrera dentro del espectáculo como también en el modelaaje. Se quedó temporalmente con familiares en Bulacán, cuenta que todos los días se trasladaba en el autobús a Manila, para responder a las llamadas de audiciones para modelaje. Los resultados no siempre fueron alentadores, pero su tenacidad le hizo conseguir contratos en algunos anuncios comerciales. Luego vino una gran oportunidad, cuando protagonizó un comercial de TV, con la cantautora Barbie Almalbis.

## Carrera
Su gran oportunidad llegó cuando uno de los concursantes del conocido "Pinoy Big Brother", tuvo necesidad de salir de la casa por un asunto urgente de familia. El espectáculo celebró inmediatamente otra audición con el fin de encontrar un reemplazo, Milby se presentó para la audición con su amigo y actual director, Raymundo Erickson. Aunque no estaba familiarizado con el programa, ganó el favor del jurado, entre más de 200 solicitantes. 
Al día siguiente se le informó de que había ganado un lugar en el programa y concurso, en que representó a la provincia, donde creció su madre Surigao del Sur. En la casa de Big Brother, se ganó el afecto de muchos filipinos por su timidez y su carácter agradable y sencillo.

## Vida personal
Desde mayo del 2020, esta en una relación con la exMiss Universo 2018, Catriona Gray.

## Controversias
La presentadora de televisión Lolit Solís, fue acusada por difamación, cuando dio la información de que Sam y el actor y cantante Piolo Pascual, mantenían una supuesta relación amorosa y más adelante se rumoró que los dos eran gays. Más adelante se aclaró por medio de sus declaraciones que no era así, pero los reporteros han seguido con su persecución. Algunos medios han dicho también que los dos al si parecer mantenían una relación, otros dicen que Sam no es gay y que además que se siente atraído por Ángel Locsin y Anne Curtis Smith.

## Carrera musical

### Reproducciones
| Año  | Título                                                                   |
| ---- | ------------------------------------------------------------------------ |
| 2006 | Sam Milby (Mismo título)                                                 |
| 2006 | Sam Milby (Mismo título): Reempacado                                     |
| 2006 | Hotsilog (Langit Na Naman)                                               |
| 2007 | Maging Sino Ka Man: (You And I, Can't Cry Hard Enough, In Love with You) |
| 2007 | A Little Too Perfect                                                     |
| 2009 | Love Duets                                                               |

## Filmografía

### Televisión
| Año  | Título                                  | Roles                             |
| ---- | --------------------------------------- | --------------------------------- |
| 2005 | Pinoy Big Brother                       | El mismo / Habitante de la casa   |
| 2006 | ASAP                                    | Anfitrión                         |
| 2006 | Pinoy Dream Academy                     | Anfitrión                         |
| 2006 | Star Magic Present "Tender Loving Care" | Calvin                            |
| 2006 | Maging Sino Ka Man                      | JB/ Jaime Berenguer               |
| 2007 | Your Song: Breaking Up Is Hard To Do    | Carding                           |
| 2007 | Your Song: Ikaw Lamang                  | Timothy                           |
| 2007 | Love Spell: My Soul Phone               | Andrew                            |
| 2007 | Maalaala Mo Kaya : Letters              | Dave                              |
| 2007 | Maalaala Mo Kaya : Pilat                | Jeffrey                           |
| 2007 | Maging Sino Ka Man: Ang Pagbabalik      | JB / Jaime Berenguer              |
| 2008 | Dyosa                                   | Príncipe Adonis / Adonis Adorable |
| 2009 | Only You                                | TJ / Theodore Javier Jr.          |

### Películas
| Año  | Título            | Roles                       |
| ---- | ----------------- | --------------------------- |
| 2006 | Close To You      | Lance Miller                |
| 2006 | You Are The One   | Will Derby / Vernard Garcia |
| 2007 | You Got Me        | Lt. Kevin Robles            |
| 2008 | My Big Love       | Chef Macky Cordova          |
| 2008 | My Only Ü         | Cameo Role                  |
|      | Cul De Sac        | Hero                        |
| 2009 | And I Love You So | Charlie (Bea Alonzo)        |
|      | Nieves            | TBA (Marian Rivera)         |

## Premios
| Año  | Premio en filmes/Criticas         | Premio/Nominación                                            |
| 2009 | Dangal ng Bayan Awards            | Best Actor and Male Performing Artist                        |
| 2008 | 2nd Star Magic Ball               | "Moet Chandon Sparkling Couple of the night" con Anne Curtis |
| 2007 | ASAP Pop Viewers Choice Awards    | Best Movie Screen Kiss por You Got Me                        |
| 2007 | PMPC Star Awards for Movies       | Best New Movie Actor por You Are The One                     |
| 2007 | Anak TV Seal Award                | Top ten Most Admired Male Personality                        |
| 2007 | Guillermo Awards                  | Prince of Philippines Movies por You Are The One             |
| 2006 | Anak TV Seal Award                | Top ten Most Admired Male Personality                        |
| 2006 | ASAP Pop Viewers Awards for Movie | Best Movie Theme & Best Screen Kiss por You Are The One      |
| 2006 | PMPC Star Awards for TV           | Best New TV Male Personality                                 |